# Daphne (voornaam)
Daphne (ook wel Dafne) is een meisjesnaam. De naam verwijst naar de nimf Daphne uit de Griekse mythologie. Daphne is ook het woord voor laurier in het Grieks. 

## Bekende naamdraagsters

### Daphne
- Daphne de Bruin (1963), Nederlands regisseuse, schrijfster en actrice
- Daphne Bunskoek (1973), Nederlands actrice en presentatrice
- Daphne Deckers (1968), voormalig Nederlands fotomodel
- Daphne Jongejans (1965), Nederlands schoonspringster
- Daphne Koster (1981), Nederlands voetbalster
- Daphne du Maurier (1907-1989), Brits schrijfster
- Daphne Maxwell (1948), Amerikaans actrice
- Daphne Panhuijsen (1977), Nederlands langeafstandsloopster
- Daphne Touw (1970), Nederlands hockeyster
- Daphne Wellens (1988), Vlaamse actrice

### Dafne
- Dafne Schippers (1992), Nederlands atlete